# Los Ingobernables (lucha libre)
Los Ingobernables es un stable heel de lucha libre profesional que está formada por Rush, Dralístico, La Bestia del Ring, L.A. Park y Konnan quienes compiten en Lucha Libre AAA Worldwide (AAA), en All Elite Wrestling (AEW) y en Ring of Honor (ROH) está conformado por Dragon Lee, Kenny King y Amy Rose con el nombre de La Facción Ingobernable y en el Consejo Mundial de Lucha Libre (CMLL) está conformado por El Terrible, Ángel de Oro y Niebla Roja bajo el nombre de "Los Nuevos Ingobernables". 
La primera formación fue con La Máscara y La Sombra quienes son muy conocidos por estar en las empresas como el Consejo Mundial de Lucha Libre (CMLL) y New Japan Pro-Wrestling (NJPW) en donde Tetsuya Naito se unió al stable en 2015, y finalmente formó un grupo secundario llamado "Los Ingobernables de Japón" en la promoción japonesa.
Dentro de sus logros, está el haber sido Campeones Mundiales en Parejas del CMLL, ganados por La Máscara y Rush, una vez Campeón Mundial de Peso Semicompleto del CMLL ganado por La Máscara, una vez Campeón Mundial Histórico de Peso Medio de la NWA ganado por La Sombra, una vez Campeón Mundial Histórico de Peso Wélter de la NWA ganado por La Sombra, y los ganadores del Torneo Nacional de Parejas Increíbles, ganados por Rush y Terrible.

## Historia

### Formación (2014)
A lo largo de su carrera en el Consejo Mundial de Lucha Libre (CMLL), Rush había sido presentado como un técnico, pero que de vez en cuando mostraba tendencias de rudo durante sus combates. A mediados de 2013, esta parte de la historia de Rush volvió a ponerse a primer plano a medida que la reacción de la multitud hacia él se hacía cada vez más negativa, lo que finalmente lo nombró "el luchador más odiado en CMLL", a pesar de que todavía oficialmente es un técnico. Rush luego se asoció con La Máscara, con quien ganó el Campeonato Nacional Mexicano de Tríos y el Campeonato Mundial en Parejas del CMLL. Rush luego inició rivalidades con Negro Casas y Shocker como parte de lo cual Rush, La Máscara y Titán perdieron el Campeonato Nacional Mexicano de Tríos en el stable La Peste Negra de Casas. Mientras tanto, el técnico La Sombra también comenzó a experimentar reacciones negativas de los fanes debido al reciente giro de su rival Volador Jr. al lado técnico. Los dos se unieron el 25 de abril de 2014, cuando Rush, La Máscara y La Sombra atacaron por primera vez a Volador Jr. y luego al trío de Casas, Shocker y Niebla.
Aunque los tres se convirtieron efectivamente en heels, con CMLL doblando a Rush y La Sombra en particular como los dos hombres más odiados en la historia reciente de la promoción, se negaron a reconocerse como tales, llamándose a sí mismos "técnicos diferentes". El trío fue originalmente llamado Los Indeseables, antes de ser renombrado como Los Ingobernables. Oficialmente Los Ingobernables no tenían un líder con los miembros facturados como iguales, sin embargo, los fanáticos de CMLL percibieron a Rush como el líder del grupo.

### Consejo Mundial de Lucha Libre (2014-2019)

#### Éxito de Rush
Tras la formación oficial de Los Ingobernables, los miembros del trío continuaron sus rivalidades con Casas, Shocker y Volador Jr. El 6 de junio, La Sombra se enfrentó a Volador Jr. en un doble combate por el título, donde el Campeonato Mundial Histórico de Peso Medio de la NWA y el último de este Campeonato Mundial Histórico de Peso Wélter de la NWA estaban en juego. Al final, después de la interferencia externa de La Máscara y Rush, La Sombra salió victorioso, convirtiéndose en un doble campeón. El 13 de junio, Rush y La Máscara perdieron el Campeonato Mundial en Parejas del CMLL ante Casas y Shocker. Las rivalidades culminaron el 1 de agosto en Juicio Final, donde La Sombra perdió el Campeonato Mundial Histórico de Peso Wélter de la NWA de regreso a Volador Jr., mientras que Rush derrotó a Casas en una Lucha de Apuestas, lo que le obligó a afeitarse la cabeza. A finales de 2014, Rush comenzó a formar equipos esporádicamente con su antiguo compañero de El Bufete del Amor, Marco Corleone. Cuando Rush se rompió dos huesos en el tobillo en noviembre, Corleone tomó su lugar junto a La Máscara y La Sombra, convirtiéndose en el cuarto miembro de Los Ingobernables. Corleone permaneció como miembro de Los Ingobernables incluso después del regreso de Rush en febrero de 2015.

#### Llegada de Naito y salida de La Sombra
Mientras hacía una gira por CMLL en mayo y junio de 2015, el luchador japonés de New Japan Pro-Wrestling Tetsuya Naito, hizo equipo con de La Sombra, se convirtió en el quinto miembro de Los Ingobernables. A su regreso a NJPW, Naito formó su propio grupo de vástagos Los Ingobernables , llamado "Los Ingobernables de Japón". El 18 de septiembre, La Sombra se desenmascaró después de perder ante la Atlantis en una Lucha de Apuestas en el 82° Aniversario Show.
A principios de noviembre, Rush y La Sombra comenzaron a tener problemas entre sí, lo que llevó a un combate individual entre los dos el 13 de noviembre, donde Rush salió victorioso. Después del combate, los dos miembros fundadores de Los Ingobernables hicieron las paces entre ellos. Más tarde resultó que este era la última lucha de La Sombra ya que el 19 de noviembre se anunció que había firmado con la WWE.

#### Llegada de Pierroth
Durante el show Super Viernes del 19 de febrero, Rush, La Máscara y Corleone se enfrentaron a Atlantis, Valiente y Rush y al excompañero de Bufete del Amor de Corleone, Máximo Sexy, en un combate por equipos de seis hombres. Después de no poder llevarse bien con sus compañeros durante todo el partido, Corleone defendió a Máximo porque estaba siendo brutalizado por Rush y La Máscara, lo que los llevó a enfrentarse a él y echarlo de Los Ingobernables. El 18 de marzo en el Homenaje a Dos Leyendas (2016), Rush derrotó a Máximo Sexy en una lucha de cabelleras, con la ayuda de su padre en la vida real Pierroth, quien se convirtió en el miembro más nuevo de Los Ingobernables. El 8 de abril, La Máscara derrotó a Ángel de Oro para ganar el Campeonato Mundial Ligero de Peso CMLL.

#### Despido de La Máscara y Llegada de Terrible
El 22 de mayo, CMLL despidió públicamente a La Máscara debido a un incidente en el que su familia había destruido el automóvil de Último Guerrero en la política detrás del escenario. Con CMLL con los derechos del nombre de Los Ingobernables, La Máscara formó su propia versión del stable en el circuito independiente de México, apodado Ingober Independientes, con su primo Máximo, quien había sido despedido junto a él, y el exmiembro de Los Ingobernables. Rey Escorpión. Poco después, Rush y Pierroth comenzaron a burlarse de un nuevo tercer miembro de Los Ingobernables. Al mismo tiempo, los dos comenzaron a ser acompañados por un hombre que llevaba una máscara de La Sombra. En septiembre, Rush y Pierroth, con la bendición de CMLL, comenzaron a tomar reservas independientes con la empresa The Crash, donde se reunieron con el antiguo miembro La Máscara.
El 23 de febrero de 2018, El Terrible se unió a Los Ingobernables. El Campeonato Universal fue el comienzo de una historia entre Los Ingobernables (El Terrible y La Bestia del Ring) y Los Hermanos Chávez (Ángel de Oro y Niebla Roja), ya que El Terrible hizo trampa para derrotar a Niebla Roja con la tenencia de La Bestia. Después de varias luchas entre las dos partes, todos firmaron un contrato para una Luchas de Apuestas como evento principal del evento Homenaje a Dos Leyendas de CMLL. El 15 de marzo de 2019, Los Hermanos Chávez vencieron a Los Ingobernables dos caídas a una, lo que obligó a El Terrible y La Bestia del Ring a cortarse todo el cabello.

### Lucha Libre AAA Worldwide (2019-presente)
El 14 de diciembre en Guerra de Titanes, Rush hizo equipo con Blue Demon Jr. y Rey Escorpión para derrotar a Psycho Clown, Rey Wagner y Drago. Después del combate, se anunció que Rush, La Bestia del Ring, Killer Kross, L.A. Park y Konnan estaban formando un nuevo grupo llamado "La Facción Ingobernable".

### Ring of Honor (2019-presente)
El 15 de diciembre en Final Battle Battleout de Ring of Honor, Rush presentó la rama estadounidense de La Facción Ingobernable, incluidos él mismo, Dragon Lee, Kenny King y Amy Rose.

## Miembros

### Miembros actuales
| Rush                            | 25 de abril de 2014-presente                                                | Líder de Los Ingobernables, siendo uno de los fundadores del grupo.                                                   |
| Lucha Libre AAA Worldwide       |                                                                             | |
| La Bestia del Ring              | 18 de marzo de 2016-presente                                                | Se unió como el miembro de Los Ingobernables.                                                                         |
| L.A. Park                       | 1 de diciembre de 2019-presente                                             | Se unió como el miembro de Los Ingobernables.                                                                         |
| Konnan                          | 1 de diciembre de 2019-presente                                             | Se unió como el miembro de Los Ingobernables.                                                                         |
| Dralístico                      | 4 de septiembre de 2021-presente                                            | Se unió como el miembro de Los Ingobernables.                                                                         |
| Ring of Honor                   |                                                                             | |
| Kenny King                      | 15 de diciembre de 2019-presente                                            | Se unió como el miembro de Los Ingobernables.                                                                         |
| Amy Rose                        | 15 de diciembre de 2019-presente                                            | Se unió como el miembro de Los Ingobernables.                                                                         |
| Consejo Mundial de Lucha Libre  |                                                                             | |
| El Terrible                     | 23 de febrero de 2018-28 de septiembre de 2019 24 de marzo de 2021-presente | Se unió como el miembro de Los Ingobernables. El CMLL anunció la formación de una nueva versión de Los Ingobernables. |
| Ángel de Oro                    | 24 de marzo de 2021-presente                                                | Se unió como el miembro de una nueva versión de Los Ingobernables.                                                    |
| Niebla Roja                     | 24 de marzo de 2021-presente                                                | Se unió como el miembro de una nueva versión de Los Ingobernables.                                                    |
| All Elite Wrestling             |                                                                             | |
| Andrade El Ídolo                | 22 de junio de 2022-presente                                                | Se unió como el miembro de Los Ingobernables.                                                                         |
| Preston Vance "Perro Peligroso" | 23 de noviembre de 2022-presente                                            | Se unió como el miembro de Los Ingobernables.                                                                         |

### Miembros anteriores
| Nombre         | Tiempo                                                                            | Notas |
| -------------- | --------------------------------------------------------------------------------- | --- |
| La Sombra      | 25 de abril de 2014-13 de noviembre de 2015                                       | Dejó oficialmente al grupo para irse a la WWE. |
| Marco Corleone | 14 de noviembre de 2014-19 de febrero de 2016                                     | Dejó oficialmente al grupo tras ayudarle a Máximo Sexy. |
| Rey Escorpión  | 27 de junio de 2016-18 de septiembre de 2016                                      | Dejóo oficialmente al grupo para irse a la Lucha Libre AAA Worldwide. |
| La Máscara     | 25 de abril de 2014-13 de mayo de 2016 2 de septiembre de 2016-22 de mayo de 2017 | Fueron traicionados tras ser derrotados ante TGR (Rey Bucanero, Shocker y El Terrible) y poco después abandonó el grupo. El 2 de septiembre, Rush y La Máscara se reconciliaron, después de perder su máscara ante Dragon Lee. El 22 de mayo, CMLL despidió públicamente a La Máscara debido a un incidente, donde su familia había destruido el automóvil de Último Guerrero por la política detrás del escenario. |
| Tetsuya Naito  | 27 de mayo de 2015-28 de septiembre de 2019                                       | Naito formó su propio grupo de ese stable, llamado "Los Ingobernables de Japón". Tras la salida de Rush del CMLL, el grupo abandona a Naito para enfocarse en la New Japan Pro-Wrestling. |
| Killer Kross   | 14 de diciembre de 2019-5 de febrero de 2020                                      | Dejó oficialmente al grupo para irse a la WWE. |
| Dragon Lee     | 15 de diciembre de 2019-28 de diciembre de 2022                                   | Dejó oficialmente al grupo para irse a la WWE. |

## Campeonatos y logros
- Consejo Mundial de Lucha Libre
  - Campeonato Mundial en Parejas del CMLL (2 veces) - La Máscara & Rush (1) y Rush & Terrible (1)
  - Campeonato Mundial de Peso Semicompleto del CMLL (1 vez) - La Máscara
  - Campeonato Mundial Histórico de Peso Medio de la NWA (1 vez) - La Sombra
  - Campeonato Mundial Histórico de Peso Wélter de la NWA (1 vez) - La Sombra
  - Campeonato Universal del CMLL (2019) - Terrible
  - Leyenda Azul (2017) – Rush[22]
  - Reyes del Aire (2015) – La Sombra[23]
  - Torneo Nacional de Parejas Increíbles (2018) – Rush y El Terrible

- Lucha Libre AAA Worldwide
  - Campeonato Mundial en Parejas de AAA (1 vez, actuales) - Dralístico & Lee

- Ring of Honor
  - ROH World Championship (2 veces) - Rush
  - ROH World Television Championship (2 veces, actual) – Lee
  - ROH World Tag Team Championship (2 veces, actuales) - Lee & King